# Natalia Dicenta Herrera
Natalia Dicenta Herrera (Madrid, 6 de juliol de 1962), coneguda artísticament com a Natalia Dicenta, és una actriu, cantant i presentadora espanyola.

## Teatre, cinema i televisió
Filla dels també actors Lola Herrera i Daniel Dicenta, neta de l'actor Manuel Dicenta i besneta del dramaturg Joaquín Dicenta i de l'actriu Consuelo Badillo, Natalia Dicenta és continuadora d'una llarga saga artística familiar. La seva primera aparició en televisió és a la primerenca edat de dotze anys, en 1974, deixant patent el seu talent com a intèrpret en els enregistraments de Seis personajes en busca de autor de Luigi Pirandello, Verano y humo de Tennessee Williams dins de la sèrie de dramàtics El teatro de Televisión Española a l'estil del clàssic Estudio 1. En 1975 interpreta el paper de Selma nena en la novel·la de Televisió Espanyola dedicada a la Premi Nobel de Literatura de 1909 Selma Lagerlöf. En 1981 intervé en la pel·lícula Función de noche dirigida per Josefina Molina.
Comença a convertir-se en un rostre habitual de la televisió, participant en els clàssics Historias para no dormir o els dramàtics d' Estudio 1. Aviat despuntarà en el panorama teatral nacional, gràcies a la seva sòlida formació i a les seves impecables qualitats expressives. Reclamada pels millors directors del moment, encadenarà de forma continuada al llarg dels anys 80 èxits com Antígona (1983) de Sòfocles, Diálogo secreto (1984) d'Antonio Buero Vallejo, Las amargas lágrimas de Petra Von Kant (1985-1986) de Fassbinder, Fuenteovejuna (1986) de Lope de Vega, Invierno de luna alegre (1989) de Paloma Pedrero o Por los pelos (1989) de Paul Pörtner, entre d'altres. La seva gran versatilitat la converteix en una imprescindible de l'escena espanyola en repertori tant clàssic com contemporani, demostrant una solvència artística que es veurà àmpliament aplaudida per crítica i públic en els anys 90 amb la seva participació a ¡Ay Carmela! (1990) de José Sanchís Sinisterra, Tú y yo somos tres (1991/1992) d'Enrique Jardiel Poncela, Eva al desnudo de Mary Orr (1992-1994), Después de la lluvia (1996) de Sergi Belbel o Un tranvía llamado deseo (1993-1994) de Tennessee Williams.
Al llarg dels seus més de 35 anys de carrera, ha participat en múltiples sèries de ficció, entre les quals destaquen Robles, investigador privado (2001) o Fuera de lugar (2008), a més d'aparicions en la majoria de les sèries de l'època daurada de la ficció espanyola. En cinema, destaquen els seus papers a Propiedad privada (2006), Mujeres en el parque (2006), El florido pensil (2002) i Zapping (1999), però sobretot la seva desconeguda faceta com a actriu de veu, havent aportat la seva personal qualitat vocal a Entre las piernas (1999), Al límite (1997), En brazos de la mujer madura (1997), Un paraguas para tres (1992) i a les adaptacions cinematogràfiques de la popular novel·lista Almudena Grandes, Malena es un nombre de tango (1996) i la en el seu moment polèmica Las edades de Lulú (1990).
El seu èxit continua en l'actualitat, destacant entre els seus últims treballs l'adaptació teatral en (2006) de Solas, la premiada pel·lícula de Benito Zambrano, la producció de Calixto Bieito junt amb el Festival de Mèrida Los persas (2007-2008) o el seu últim i apoteòsic èxit en el paper de Judy Garland d' Al final del arcoíris de Peter Quilter (2011-2012), que durant dos anys ha girat pels teatres de tot Espanya i en el qual Natalia Dicenta ha lliurat el millor paper de tota la seva carrera combinant el millor de les seves dues facetes artístiques com a actriu i cantant.

## Judy Garland iAl final del arcoíris

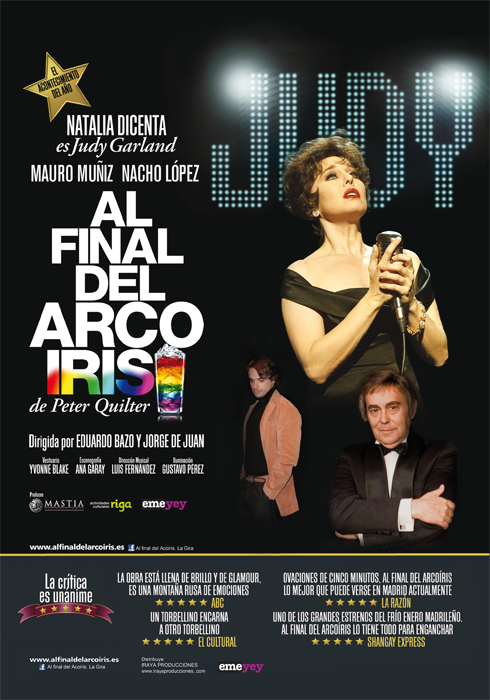

En 2010, Eduardo Bazo i Jorge de Juan posaran en marxa a Espanya una complexa i exigent adaptació del muntatge original que requerirà a una actriu carismàtica i expressiva que, a més, sigui una excel·lent cantant. L'espectacle que retrata els últims dies de l'explosiva i emocional artista Judy Garland, escrit pel dramaturg Peter Quilter, havia estat representat en Sídney, en el West End londinenc i a Broadway per la camaleònica i aclamada Tracy Bennett i la selecció del cast espanyol exigia poder comptar amb una actriu de primera qualitat que, a més, fos una cantant consolidada, versàtil i tècnicament competent per a assumir una interpretació molt exigent no sols en el teatral sinó també en el musical i amb un domini pràcticament bilingüe de l'anglès atès que tot el repertori de la funció és interpretat en les seves versions originals. Natalia Dicenta va ser la primera i definitiva opció per a aquesta producció de Mastia Producciones i Riga distribuïda per Iraya Producciones, una de les versions mundials de l'espectacle més benvolgudes pel mateix autor per l'excel·lent qualitat de l'equip artístic.
Després de mesos de desenvolupament, assajos i preparació, la Judy Garland espanyola encarnada per Natalia Dicenta es pujava per primera vegada a l'escenari d' Al final del arcoíris el 21 de gener de 2011 al Teatro Marquina, revelant-se com una gran sorpresa per a la temporada cultural de Madrid que tant la premsa especialitzada com la generalista va qualificar unànimement com a "Colpidora" (César Vidal), "Ha nascut una estrella: és una sorpresa i autèntic animal escènic" (Jesús Mariñas), "Potent, evocadora, escruixidora i radiant veu, l'obra que per fi encimbella el talent com a actriu completa d'una intèrpret tot terreny" (Jorge Berlanga). El públic massiu ha descobert gràcies a la producció espanyola de Al final de l'arc de Sant Martí que l'exquisida Natalia Dicenta, pletòrica de talent i en la seva màxima cota d'expressivitat i recursos artístics, és a més una genuïna i emocionant cantant, amb una carrera en la seva faceta musical tan intensa com en la teatral però pràcticament desconeguda pel gran públic fins llavors.
Al final del arcoíris s'ha convertit en un dels espectacles més memorables de l'escena espanyola, mantenint-se en cartell durant els anys 2011 i 2012 amb una gira que, després del tancament de temporada a Madrid el 22 de maig de 2011, ha recorregut els teatres de capçalera de tota la geografia espanyola amb més de 200 funcions i una cobertura de premsa poc habitual en els últims temps per a un espectacle teatral.

## Lo tuyo es puro teatro: ha nascut una cantant

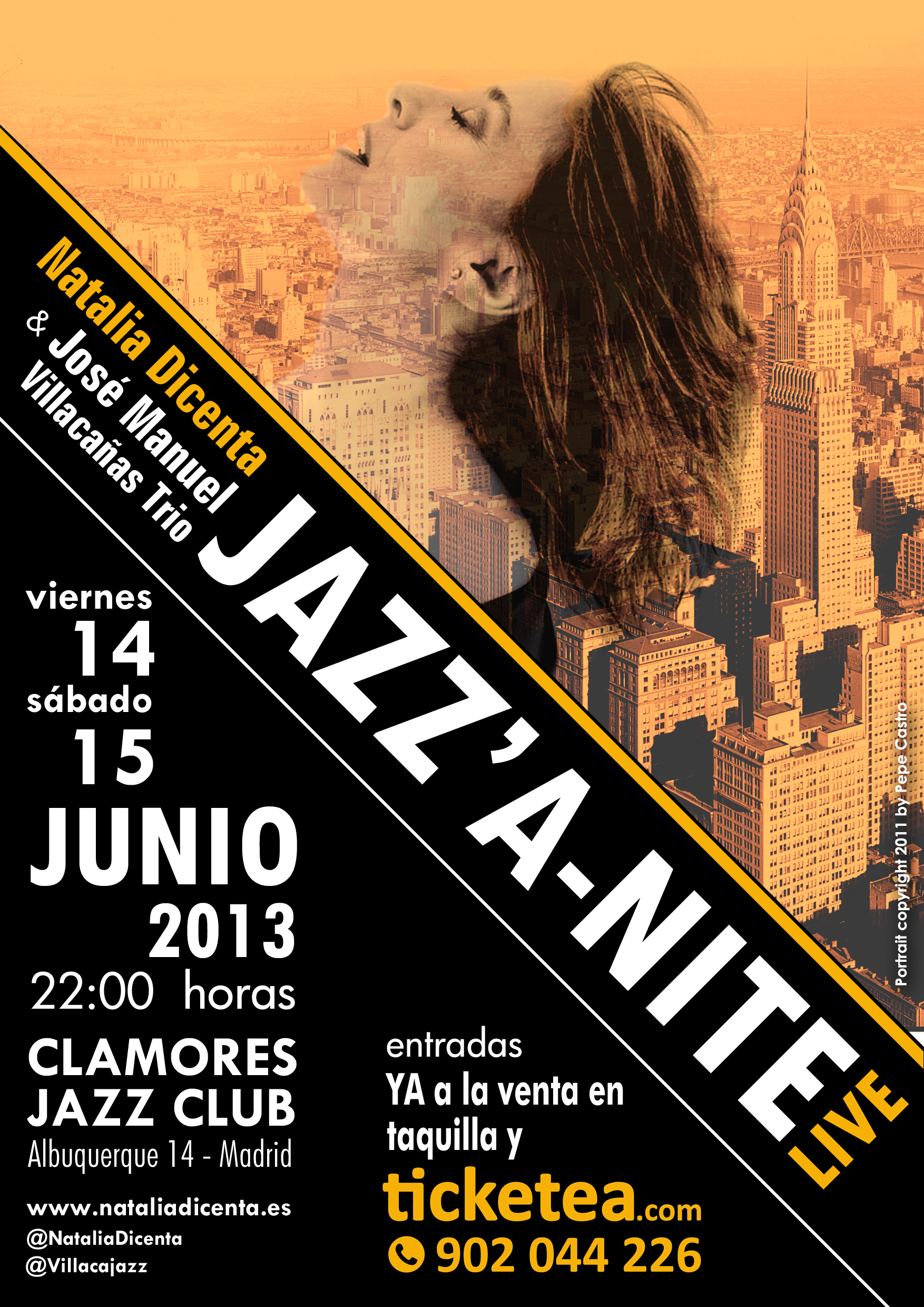

Des de 1998 i fins a l'any 2000, Natalia Dicenta s'embarca en un projecte pioner de la televisió. Manllevant el títol del conegut bolero homònim popularitzat per La Lupe, Lo tuyo es puro teatro serà, al llarg de tres temporades, el magazine més premiat en la història de Televisió Espanyola dedicat a les arts escèniques, oferint al públic, per primera vegada de la mà d'una professional de l'escena, la revista audiovisual més completa del sector musical i teatral espanyol de l'època.
A més de les entrevistes i reportatges presentats i conduïts per l'actriu, el programa inclou breus segments dramatitzats així com peces cantades per la mateixa Natalia Dicenta acompanyada al piano pel mestre Vicente Borland a manera d'anotacions musicals relacionades amb els espectacles de la setmana. Aquestes interpretacions musicals en directe criden l'atenció de Nanye Blázquez, conseller-delegat del Café Central de Madrid, que sorprèn l'actriu amb la inesperada proposta per a debutar com a cantant en l'escenari del Central amb una sèrie de catorze concerts consecutius que repassaran el millor del repertori presentat en el programa Lo tuyo es puro teatro.
Natalia Dicenta s'incorpora així oficialment al món professional de la música el 4 d'octubre de 1999 dins del cicle commemoratiu del XVII aniversari d'un dels temples europeus del jazz, l'estàndard i el teatre musical, que en 31 anys d'història ha programat més de 10.000 concerts i ha comptat amb els millors músiques i artistes del panorama mundial: Tete Montoliu, Randy Weston, Barry Harris, Art Farmer, Houston Pearson, Chano Domínguez, Pedro Iturralde, George Adams, Don Pullen o Danny Richmond, entre molts altres.

## Carrera musical i discografia
Des de 1999, i sempre compaginant la seva carrera musical amb les seves ininterrompudes produccions teatrals, Natalia Dicenta ha figurat en els cartells de les millors convocatòries especialitzades del jazz, del standard, del blues i del teatre musical: Festival de Jazz de Pamplona, Madrid EnCanto, Clásicos en Alcalá, Festival de Jazz de Madrid, Ciclo de Jazz de la UNED, CompluJazz, Festival de Jazz de Ezcaray, Ciclo Voces del Jazz de la Fundación Juan March, Ávila a la luz de las velas o el cicle Música bajo la luna, entre d'altres. A més, des de 1998 és habitual a les sales i clubs de jazz de Madrid (Calle 54, Bogui Jazz, Clamores, Café Central, Contraclub, BarCo, entre altres) acompanyada pel Vicente Borland Quartet i, des de 2011, pel José Manuel Villacañas Trio, sumant més de 300 concerts des del seu debut en 1998.
Després de la seva participació en la primera edició del festival Madrid Encant en 2001, en la qual és apadrinada en el musical per Miguel Bosé i comparteix cartell amb Pedro Guerra, Luis Pastor i Martiri, Natalia Dicenta és convidada a Itàlia per la diva de la cançó italiana Ornella Vanoni per a gravar en conjunt l'àlbum Sin miedo (Sensa paura, 2001), que es manté inèdit i encara no ha estat publicat. El track list de l'àlbum està compost per:
| Track | Títol             | Autor                                                |
| ----- | ----------------- | ---------------------------------------------------- |
| 1     | Dulce de nata     | Luis Pastor                                          |
| 2     | Quién fuera...    | Silvio Rodríguez                                     |
| 3     | Sin miedo         | Vinícius de Moraes - Toquinho - Sergio Bardotti      |
| 4     | Alma con alma     | Juanito Márquez                                      |
| 5     | Estrella naciente | Mogol - Mario Lavezzi                                |
| 6     | Como nossos pais  | Belchior                                             |
| 7     | Alfiler de noche  | P. Susaeta                                           |
| 8     | Isla (tango)      | Ryuichi Sakamoto                                     |
| 9     | Imágenes          | Frank Domínguez                                      |
| 10    | Música            | Ornella Vanoni - Sergio Bardotti - Maurizio Fabrizio |
| 11    | Paisajes          | Luis Pastor                                          |

El 2002, es puja a l'escenari del Teatre Pavón per a l'enregistrament en directe de l'àlbum Canalla pa'bien de Clara Montes, produït i arreglat per Nacho Mañó de Presuntos Implicados i en el que comparteix micròfon amb artistes de la talla d'Arcángel, Shuarma (exElefantes), Josele Santiago de Los Enemigos i la pròpia Clara Montes, amb la qual grava una de les peces més carismàtiques del seu repertori, l'exquisida Soneto de la luna (Canalla pa' bien, 2002).
En 2010, i després de vuit intensos anys de produccions teatrals i concerts en directe, grava el seu primer àlbum en solitari, Colours, un treball que combina jazz, standars, boleros i musical compost per dotze temes i arreglat i produït per Natalia Dicenta i Vicente Borland. La publicació de l'àlbum, prevista per a aquest mateix any, es veu necessàriament retardada per l'inici de la producció a Espanya d' Al final del arcoíris, que mantindrà ocupada l'agenda de l'actriu i cantant durant dos anys. El track list de l'àlbum està compost per:
| Track | Títol                     | Autor                                                             |
| ----- | ------------------------- | ----------------------------------------------------------------- |
| 1     | For Once in My Life       | Ron Miller - Orlando Murden                                       |
| 2     | The Way You Look Tonight  | Jerome Kern - Dorothy Fields                                      |
| 3     | Funny (Not Much)          | Hughie Prince, Robert Merrill, Marcia Neil, Philip Broughton      |
| 4     | Fly me to the Moon        | Bart Howard                                                       |
| 5     | Just for a Thrill         | Lil Hardin Armstrong                                              |
| 6     | Almost Like Being in Love | Frederick Loewe - Alan Jay Lerner                                 |
| 7     | Blackbird                 | Lennon/McCartney                                                  |
| 8     | Just the Way You Are      | Billy Joel                                                        |
| 9     | Alma con Alma             | Juanito Márquez                                                   |
| 10    | Summertime                | George Gershwin - DuBose Heyward - Dorothy Heyward - Ira Gershwin |
| 11    | Work It Out               | Vicente Borland                                                   |
| 12    | La gloria eres tú         | José Antonio Méndez                                               |

A la fi de 2010, torna a l'estudi per a l'enregistrament de l'àlbum Dear Judy, un treball compost per deu temes que recull i àmplia el repertori de Judy Garland que interpreta en directe en la producció espanyola de Al final del arcoiris. L'àlbum, la distribució del qual està prevista a partir de gener de 2011 per a acompanyar l'estrena i la gira de Al final del arcoíris, sofreix un inesperat retard i es manté inèdit en Espanya en format físic, encara que ha estat alliberat en format digital. El track list de l'àlbum està compost per:
| Track | Títol                                         | Autor                                  |
| ----- | --------------------------------------------- | -------------------------------------- |
| 1     | When You're Smiling                           | Larry Shay - Mark Fisher - Joe Goodwin |
| 2     | You Made Me Love You (I Didn't Want to Do It) | James V. Monaco - Joseph McCarthy      |
| 3     | For Once in My Life                           | Ron Miller - Orlando Murden            |
| 4     | Zing! Went the Strings of My Heart            | James F. Hanley                        |
| 5     | The Man That Got Away                         | Harold Arlen - Ira Gershwin            |
| 6     | Come Rain Or Come Shine                       | Harold Arlen - Johnny Mercer           |
| 7     | Stormy Weather                                | Harold Arlen - Ted Koehler             |
| 8     | By Myself                                     | Arthur Schwartz - Howard Dietz         |
| 9     | Over the Rainbow                              | Harold Arlen - Yip Harburg             |
| 10    | Get Happy                                     | Harold Arlen - Ted Koehler             |

Al juliol de 2013, es llança a nivell internacional l'àlbum Colours en totes les botigues digitals i, a l'octubre de 2013, es llança també en format físic, seguit d'una gira de presentació per tot Espanya.

## Trajectòria com a actriu

### Teatre
- Última edición d'Eduardo Galán i Gabriel Olivares (2013-2015).
- Al final del arcoíris de Peter Quilter (2011-2012), interpretant Judy Garland, dirigida per Eduardo Bazo i Jorge de Juan
- Los persas - Réquiem por un soldado (2007-2008), de Pau Miró y Calixto Bieito, dirigida per Calixto Bieito i produït pel Festival del Teatre Romà de Mérida.
- La sutil voz del silencio (2007).
- Solas (2006), de Benito Zambrano dirigida per José Carlos Plaza.
- Misoginia (2003), d'Eduardo Soto, dirigida per Eduardo Bazo.
- Educando a Rita (1998), de Willy Russell, dirigida per Josu Ormaetxe.
- A bocados (1997), de Antonio Álamo, Rafael Gordón and Charo González. Dirigida por Maxi Rodríguez.
- Después de la lluvia (1996), de Sergi Belbel, con Maribel Verdú, Amparo Larrañaga i Luis Merlo, dirigida por Sergi Belbel.
- La zapatera prodigiosa (1994), de Federico García Lorca, dirigida per Luis Olmos.
- Un tranvía llamado deseo (1993-1994), de Tennessee Williams amb Pedro Mari Sánchez i Ana Marzoa, dirigida per José Tamayo.
- Eva al desnudo (1992-1994), de Mary Orr, dirigida per Ángel García Moreno.
- El arrogante español (1991), de Lope de Vega, dirigida per Cayetano Luca de Tena.
- Tú y yo somos tres (1991/92), d'Enrique Jardiel Poncela, dirigida per Ángel Ruggiero.
- Don Juan Tenorio (1991), de José Zorrilla, dirigida per Gustavo Pérez Puig.
- ¡Ay Carmela! (1990), de José Sanchis Sinisterra, dirigida per José Luis Gómez.
- Por los pelos (1989), de Paul Pörtner, dirigida per Pere Planella.
- Invierno de luna alegre (1989), de Paloma Pedrero, amb Juanjo Menéndez.
- Fuenteovejuna (1986), de Lope de Vega, dirigida per Antonio Guirao.
- Bajarse al moro (1986), de José Luís Alonso de Santos, dirigida per Gerardo Malla.
- Las amargas lágrimas de Petra Von Kant (1985-1986), de Fassbinder, amb Lola Herrera, Amelia de la Torre, Nuria Carresi i Victoria Vera, dirigida per Manuel Collado.
- Diálogo secreto (1984), d'Antonio Buero Vallejo, con Lola Cardona i dirigida per Gustavo Pérez Puig.
- El día de gloria (1983-1984), de Franciso Ors, dirigida per Ángel García Moreno.
- Antígona (1983), amb Fernando Delgado i Ana Marzoa, dirigida per Santiago Paredes.

### Filmografia
- Propiedad privada curtmetratge (2006)
- Mujeres en el parque (2006)
- La monja (2005)
- Cásate conmigo, Maribel (2002)
- ¡Hasta aquí hemos llegado! (2002)
- El florido pensil (2002)
- Pasos de baile (The Dancer Upstairs) (2002), com Marina
- Gatos curtmetratge (2002)
- Zapping (1999)
- Entre las piernas (1999) (veu)
- Grandes ocasiones (1998)
- Al límite (1997) (veu)
- En brazos de la mujer madura (1997) (veu)
- Malena es un nombre de tango (1996) (veu)
- Un paraguas para tres (1992)
- Las edades de Lulú (1990) (veu)
- Función de noche (1981)

### Programes de televisió
- Lo tuyo es puro teatro (1998-2000).
- La mandrágora (2005-2007).

### Ficció en televisió
- Vota Juan (2019), com Arantza
- Lex (2008), com Raquel Bretón
- Fuera de lugar (2008), com Marta
- 7 vidas (2003), com Teresa
- El comisario (2002), com Paula Serrano
- Robles, investigador (2001), com Charo
- La casa de los líos (1997), com Patricia
- Pasen y vean (1997)
- ¡Ay, Señor, Señor! (1995), com Berta
- Prohibido en otoño (1989) - Primera funció, TVE
- Champagne complex (1989) - Primera funció, TVE
- La dama del alba (1989) - Primera funció, TVE
- Nunca se sabe (1986)
- Media naranja (1986)
- El baile de los ladrones (1983) - La Comedia, TVE
- Lecciones de tocador (1983)
- Historias para no dormir (1982)
- La mamma (1983) - Estudio 1 TVE.
- El amante complaciente (1982) - Estudio 1, TVE.
- Ocho mujeres (1980) - Estudio 1 TVE.
- Verano y humo de Tennessee Williams (1974) - El Teatro, TVE.
- Seis personajes en busca de autor de Luigi Pirandello (1974) - El Teatro, TVE.

## Palmarès como actriz
- Nominada com a Millor Actriz als Premis Max, Fotogramas de Plata, Ercilla i Telón Chivas per Solas (2006)
- Millor Actriu, Premi Max (1998), per A bocados.
- Millor Actriu, Fotogramas de Plata' (1994), per La zapatera prodigiosa.
- Millor Actriu, Premi de la Unión de Actores (1994), per Un tranvía llamado deseo.
- Millor Actriu, Associació d'Espectadors de Reus (1991), per Ay, Carmela.
- Millor Actriu, Premi Ercilla (1987), per Bajarse al moro.

## Discografia
Àlbums d'estudi
- 2001: Sensa paura con Ornella Vanoni
- 2011: Al final del arcoiris
- 2013: Colours

Álbums en directe
- 2002 - Canalla pa´bien (en directo, Teatro Pavón de Madrid) - Soneto de la luna amb Clara Montes - EMI Odéon (Espanya)